# Palacio Episcopal de Guisona
El Palacio Episcopal de Guisona es un edificio situado en la localidad española de Guisona, en la provincia de Lérida.

## Descripción
El edificio, en ruinas, se encuentra en la localidad española de Guisona, perteneciente a la provincia de Lérida, en la comunidad autónoma de Cataluña. Aparece descrito en el noveno volumen del Diccionario geográfico-estadístico-histórico de España y sus posesiones de Ultramar de Pascual Madoz, en la entrada correspondiente a Guisona, con las siguientes palabras:

las ruinas de un suntuoso palacio episcopal de remota antigüedad, pero que á pesar del tiempo transcurrido y del destructor azote de los años, conserva las paredes á la altura de 12 pies, revelando en sus restos la sólida belleza de la arquitectura gótica.
(Madoz, 1847, p. 136)